# 佐倉カオリ
佐倉 カオリ（さくら かおり、1990年6月3日 - ）は、日本のAV女優。
出身地：京都府。身長：162cm 、スリーサイズ：B85・W59・H84 、Cカップ。

## 略歴
2010年4月にREbecca(レベッカ)よりイメージビデオ「初裸 virgin nude」でデビュー。同年5月に「BEAUTY HONEY　どエロボディで絶頂初体験4時間デビュー!!」でh.m.pよりAVデビュー。

## 人物
- 趣味：犬と遊ぶ、料理
- 特技：スポーツ全般

## 作品

### イメージビデオ
- 初裸 virgin nude（2010年4月15日 REbecca）

### アダルトビデオ
- BEAUTY HONEY　どエロボディで絶頂初体験4時間デビュー!!（2010年5月21日 h.m.p）
- NUDY LINE 美脚×美尻×フェチカメラ（2010年6月21日 h.m.p）
- いけない新任教師（2010年7月21日 h.m.p）
- 犯られ願望 涙をこぼして極限イキ（2010年8月21日 h.m.p）
- 出された精子、ぜんぶ飲みます。 佐倉カオリ（2010年9月3日 h.m.p）
- 高級中出しザーメンクリニック 佐倉カオリ（2010年10月1日 h.m.p）
- レギンス狂 オニテカ×ガチピタ 佐倉カオリ（2011年10月24日 ミル）

## テレビ出演
- ビートたけしのもう1回だけヤラせてTV（2010年12月28日、TBS）